# 千葉県道63号成田下総線

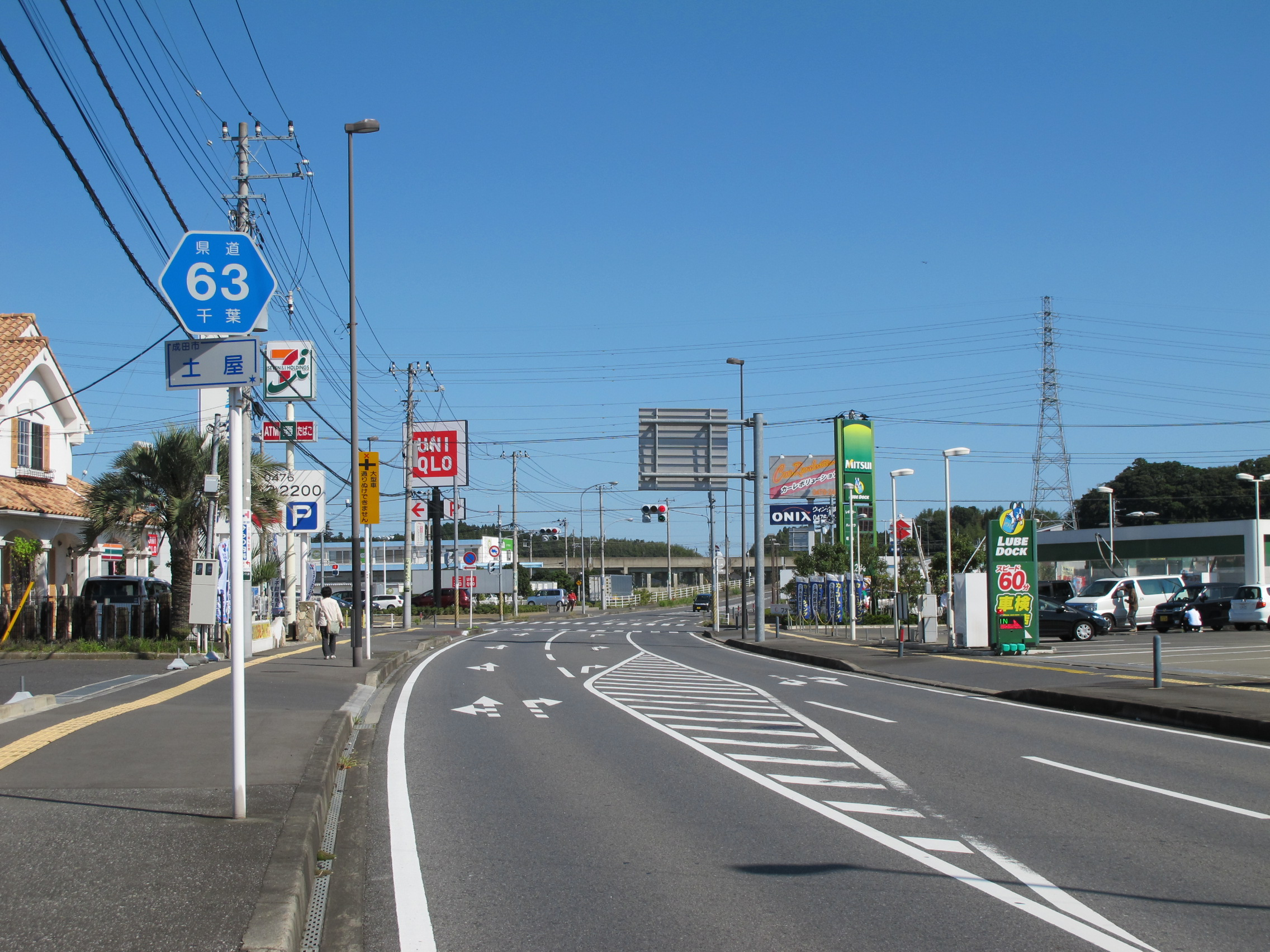
千葉県道63号成田下総線
成田市土屋・起点付近（2013年10月）

千葉県道63号成田下総線（ちばけんどう63ごう なりたしもふさせん）は、千葉県成田市を通る主要地方道。成田地区と下総地区の市街地をつなぐルートである。別名大室街道（おおむろかいどう）。

## 概要
建設にあたり、成田国際空港周辺整備のための国の財政上の特別措置に関する法律（成田財特法）による補助金のかさ上げの適用を受けている。
- 起点：成田市土屋 国際文化会館交差点（国道408号交点）
- 終点：成田市高岡 常総大橋際交差点（国道356号・千葉県道103号江戸崎下総線交点）
- 総延長：16.217 km（成田土木事務所管内区間：16.057 km[2]、香取土木事務所管内区間：0.160 km[3]）
- 重用延長：なし（成田土木事務所管内区間：0.0 km、香取土木事務所管内区間：0.0 km）
- 未供用延長：なし（成田土木事務所管内区間：0.0 km、香取土木事務所管内区間：0.0 km）
- 実延長：16.217 km（成田土木事務所管内区間：16.057 km[2]、香取土木事務所管内区間：0.160 km[3]）
- 認定年月日：1975年（昭和50年）6月20日

## 重複区間
- 高岡交差点 - 常総大橋際交差点（千葉県道103号江戸崎下総線）

## 地理

### 通過する自治体
- 千葉県

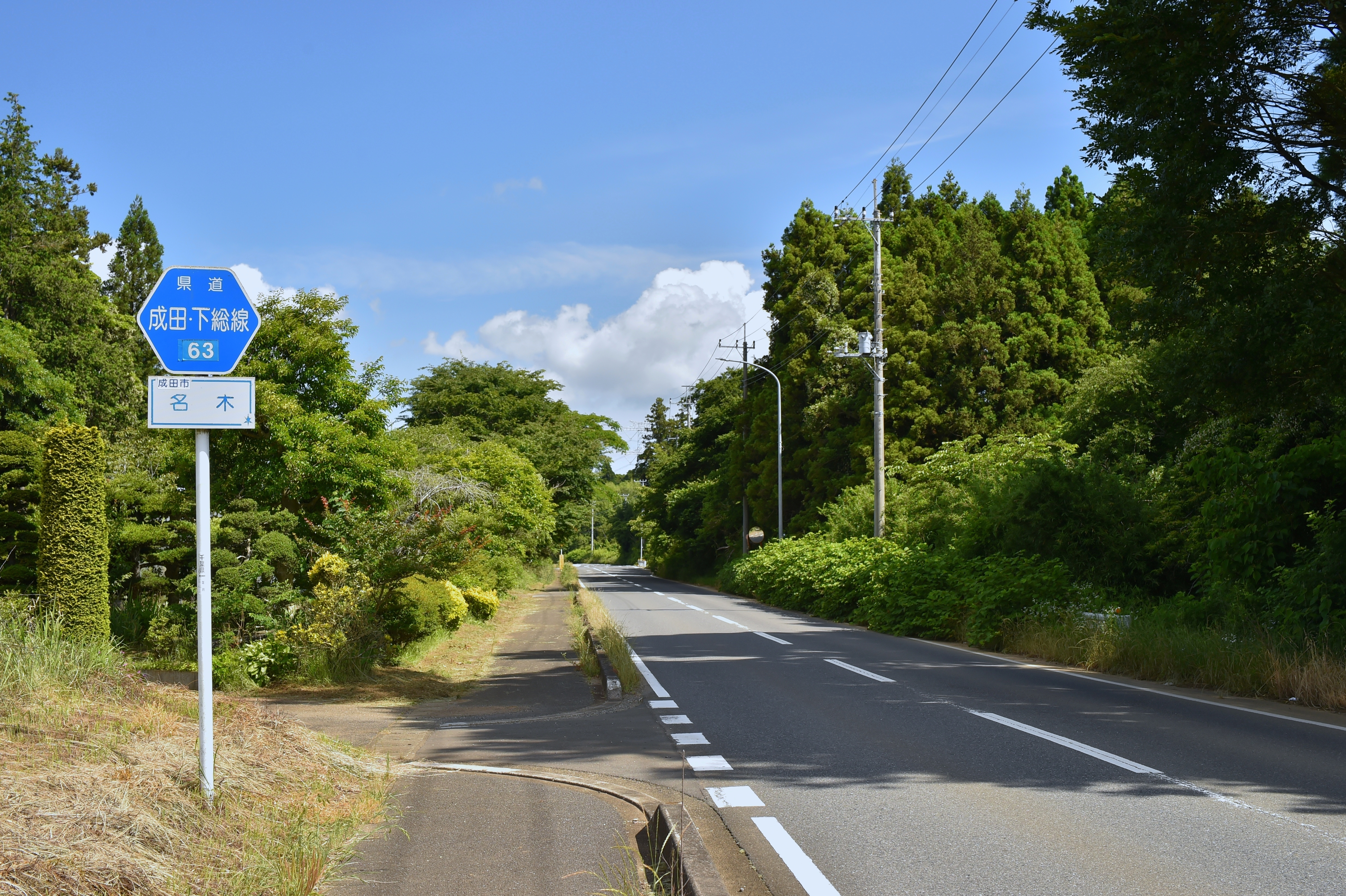
成田市名木（2024年6月）

  - 成田市 - 香取郡神崎町（境界線上のみ） - 成田市

### 経路および交差・接続する道路・河川・鉄道
- 千葉県成田市
  - 国際文化会館交差点（国道408号）
  - 関戸橋（根木名川）
  - 立体交差（成田線空港支線・京成成田空港線）
  - 東和泉橋（荒海川）
  - 土室交差点（千葉県道115号久住停車場十余三線）

※この間一部未開通区間あり
  - 成井交差点（千葉県道79号横芝下総線）
  - 下総IC（首都圏中央連絡自動車道）
- 千葉県香取郡神崎町
  - 小松交差点（千葉県道107号江戸崎神崎線）
- 千葉県成田市
  - 高岡交差点（千葉県道79号横芝下総線・千葉県道103号江戸崎下総線）
  - 立体交差（成田線）
  - 常総大橋際交差点（国道356号・千葉県道103号江戸崎下総線）

### 沿線
- 成田メモリアルパーク（成田市赤萩）
- PGM総成ゴルフクラブ（成田市西和泉）
- 成田ゴルフ倶楽部（成田市大室）
- 下総IC（成田市青山）
- 成田ゆめ牧場（成田市名木）
- 成田市消防本部大栄消防署下総分署（成田市名木）
- 成田警察署大和田駐在所（成田市大和田）
- 高岡保育園（成田市高岡）
- 佐原信用金庫下総支店（成田市高岡）
- 常総大橋（成田市高岡）